# Naumann-rigó
A Naumann-rigó vagy rőtfarkú rigó (Turdus naumanni) a madarak osztályának verébalakúak (Passeriformes) rendjébe és a rigófélék (Turdidae) családjába tartozó faj.

## Rendszerezése
A fajt Coenraad Jacob Temminck holland arisztokrata és zoológus írta le 1758-ban. Nevét Johann Andreas Naumann német természettudósról kapta.

## Előfordulása
Szibéria területén költ, telelni délre vonul. Kóborló példányai Európában is előfordulnak. Természetes élőhelyei a mérsékelt övi erdők, tundrák és cserjések, valamint vidéki kertek.

### Kárpát-medencei előfordulása
Magyarországon rendkívül ritka kóborló, az 1820-as évekből származó előfordulását az adat nagy fokú bizonytalansága miatt a Magyar Madártani és Természetvédelmi Egyesület Nomenclator Állandó Bizottsága nemrég törölte. 2015. december 31-én a Népligetben láttak egy példányt.

## Megjelenése
Testhossza 23 centiméter, szárnyfesztávolsága 36–39 centiméter, testtömege pedig 77–81 gramm.

## Életmódja
Főleg rovarokkal táplálkozik, de bogyókat is fogyaszt.

## Szaporodása

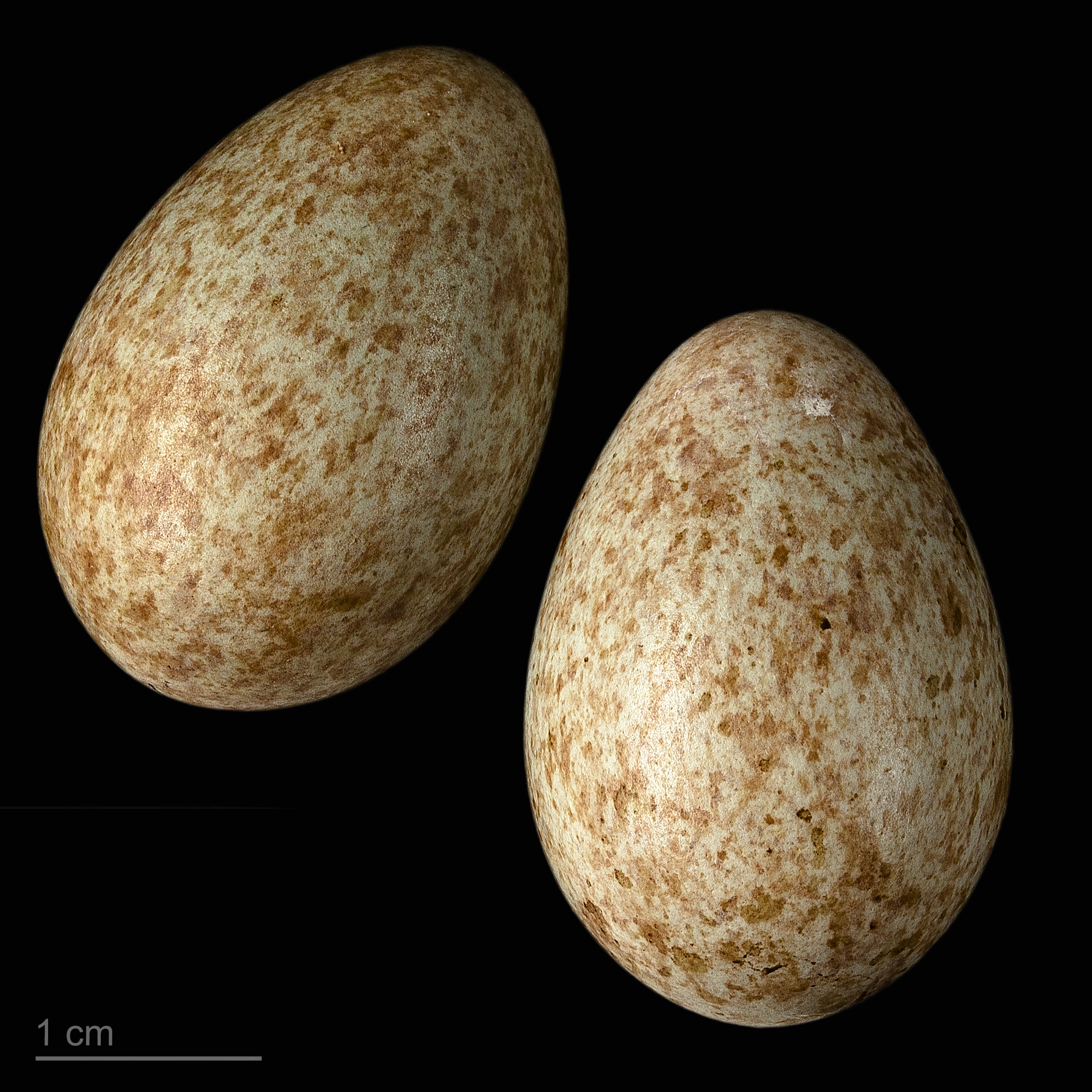
Turdus naumanni

Fákra, bokrokra rakja fűszálakból álló fészkét. Fészekalja 4-6 tojásból áll, melyen 14 napig kotlik. A fiókák még két hétig maradnak a fészekben.

## Természetvédelmi helyzete
Az elterjedési területe rendkívül nagy, egyedszáma pedig ismeretlen. A Természetvédelmi Világszövetség Vörös listáján nem fenyegetett fajként szerepel.